# Graphorchis
Genre
Graphorchis ou Graphorkis est un genre de la famille des Orchidaceae , de la sous-famille des Epidendroideae, de la tribu des Cymbidieae et de la sous-tribu des Cymbidiinae comptant quatre espèces d'orchidées épiphytes d'Afrique et de Madagascar

## Synonymes
- Eulophiopsis Pfitzer, Entwurf. Anordn. Orch.: 105 (1887).

## Systématique
Selon le NCBI, Graphorchis est classé dans la sous-tribu des Eulophiinae

## Liste d'espèces
- Graphorchis concolor (Thouars) Kuntze, 1891
- Graphorchis ecalcarata (Schltr.) Summerh., 1953
- Graphorchis lurida (Sw.) Kuntze, 1891
- Graphorchis medemiae (Schltr.) Summerh., 1953